# Robert Cummings
Robert Cummings (Joplin, Missouri, 9 de juny de 1910 − Woodland Hills, 2 de desembre de 1990) va ser un actor, director i productor estatunidenc.

## Biografia
Mentre estudiava a la Joplin High School, va aprendre a volar gràcies al seu padrí, Orville Wright. Va estudiar en el Carnegie Institute of Technology a Pittsburgh, Pennsilvània, i a l'American Academy of Dramatic Arts de Nova York. Va tenir una breu carrera teatral a Broadway amb el nom artístic de Blade Stanhope Conway, presumptament anglès, abans de traslladar-se a Hollywood, Califòrnia, on va actuar al principi amb la personalitat fictícia de Bruce Hutchens, un ric texà.
En els anys trenta Cummings va treballar (ja amb el seu verdader nom) sota contracte i va actuar a diversos papers menors. Va aconseguir la fama el 1939 amb Three Smart Girls Grow Up davant Deanna Durbin. Entre les seves moltes comèdies s'inclouen: The Devil and Miss Jones  (1941), amb Jean Arthur, i The Bride Wore Boots (1946), al costat de Barbara Stanwyck. Cummings va tenir actuacions memorables en tres importants drames: Kings Row (1942), amb el seu amic Ronald Reagan; Sabotage (1942), al costat de Priscilla Lane i Norman Lloyd; i Dial M for Murder (1954), amb Grace Kelly i Ray Milland.
Durant la Segona Guerra Mundial Cummings va servir en la base d'Oxnard, Califòrnia, i posteriorment va ser pilot de la Força de Reserva dels Estats Units.
El 17 de juliol de 1955, participa en l'emissió televisada d'inauguració del parc temàtic Disneyland al costat de Walt Disney i d'altres actors com a Ronald Reagan i Art Linkletter.
Cummings va ser elegit pel productor John Wayne com a coprotagonista al paper del Capità Sullivan en The High and the Mighty  en part a causa de l'experiència de Cummings com a pilot. Però el director William A. Wellman va desautoritzar a Wayne i va elegir a Robert Stack pel paper.
Cummings també va treballar en la sèrie radiofònica de la CBS Radio Those We Love En el programa, que es va radiar de 1938 a 1945, Cummings interpretava David Adair, davant Richard Cromwell, Francis X. Bushman i Nan Grey.
El 1952 va iniciar una llarga carrera televisiva amb la comèdia My Hero. Va formar part del repartiment de la primera representació en TV de 12 Angry Men, una producció en directe emesa el 1955, on la seva interpretació del "Jurat Número Vuit" va ser premiada amb un Emmy.
De 1955 a 1959, Cummings va protagonitzar el famós programa 'The Bob Cummings Show', substituït per 'The New Bob Cummings Show' entre 1961 i 1962.
També va fer una temporada de My Living Doll (1964), una altra comèdia de situació. El seu últim treball de rellevància va ser a la pel·lícula de 1973 per a la TV Partners in Crime , al costat de Lee Grant.
Es va casar cinc vegades i va tenir set fills. Les seves esposes van ser: Emma Myers, amb la que va tenir dos fills; Vivi Janiss, amb qui es va casar el 1933, i de qui es va divorciar; Mary Elliott, amb qui es va casar el 1945 i es va divorciar el 1970, després de tenir cinc fills; Regina Fong, casada amb ell el 1971; i Jane Berzynsky, casada amb ell el 1989.
Va ser un defensor dels aliments naturals i de les dietes saludables, i va escriure el llibre Stay Young and Vital  (1960) sobre els aliments sans i l'exercici.
Cummings va morir a causa d'una fallada renal el 1990, als 82 anys, i va ser enterrat al Gran Mausoleu del Cementiri Forest Lawn Memorial Park a Glendale, Califòrnia.

## Filmografia

### Actor
- 1933: Seasoned Greetings: Lita's Beau / Husband
- 1935: The Virginia Judge: Jim Preston
- 1935: So Red the Rose: George Pendleton
- 1935: Millions in the Air: Jimmy
- 1936: Desert Gold: Fordyce 'Ford' Mortimer
- 1936: Forgotten Faces: Clinton Faraday
- 1936: Border Flight: Tinent Bob Dixon
- 1936: Three Cheers for Love: Jimmy Tuttle
- 1936: Hollywood Boulevard: Jay Wallace
- 1936: The Accusing Finger: Jimmy Ellis
- 1936: Hideaway Girl: Mike Winslow
- 1936: Arizona Mahoney: Phillip Randall
- 1937: The Last Train from Madrid: Juan Ramos
- 1937: Souls at Sea: George Martin
- 1937: Sophie Lang Goes West: Curley Griffin
- 1937: Wells Fargo: Dan Trimball (prospector)
- 1938: College Swing: Radio Announcer
- 1938: You and Me: Jim
- 1938: The Jean: Alan Sanford
- 1938: Touchdown, Army: Jimmy Howal
- 1938: I Stand Accused: Frederick A. Davis
- 1939: Three Smart Girls Grow Up: Harry Loren
- 1939: The Under-Pup: Dennis King
- 1939: Rio: Bill Gregory
- 1939: Everything Happens at Night: Ken Morgan
- 1939: Charlie McCarthy, detectiu: Scotty Hamilton
- 1940: And One Was Beautiful: Ridley 'Rid' Crane
- 1940: Private Affairs: Jimmy Nolan
- 1940: Spring Parade: Harry Marten
- 1940: One Night in the Tropics: Steve Harper
- 1941: Free and Easy: Max Clemington
- 1941: The Devil and Miss Jones: Joe O'Brien
- 1941: Moon Over Miami: Jeffrey 'Jeff' Boulton II'
- 1941: It Started with Eve: Jonathan Reynolds Jr.
- 1942: Kings Row: Parris Mitchell
- 1942: Saboteur: Barry Kane
- 1942: Between Us Girls: Jimmy Blake
- 1943: Forever and a Day: Ned Trimble
- 1943: Princess O'Rourke: Eddie O'Rourke
- 1943: Flesh and Fantasy: Michael
- 1945: You Came Along: Maj. Bob Collins
- 1946: The Bride Wore Boots: Jeff Warren
- 1946: The Chase: Chuck Scott
- 1947: Heaven Only Knows: Mike
- 1947: The Lost Moment: Lewis Venable
- 1948: Sleep, My Love: Bruce Elcott
- 1948: Let's Live a Little: Duke Crawford
- 1949: La culpa (The Accused): Warren Ford
- 1949: El llibre negre (Reign of Terror): Charles D'Aubigny
- 1949: Tal It to the Judge: Pete Webb
- 1949: Free for All: Christopher Parker
- 1950: Paid in Full: Bill Prentice
- 1950: The Petty Girl: George Petty
- 1950: For Heaven's Sake: Jeff Bolton
- 1951: The Barefoot Mailman: Sylvanus Hurley
- 1952: The First Time: Joe Bennet
- 1953: Marry Me Again: Bill
- 1954: Lucky Me: Dick Carson
- 1954: Crim perfecte (Dial M for Murder): Mark Halliday
- 1955: How to Be Very, Very Popular: Fillmore Wedgewood
- 1960: The Twilight Zone (sèrie TV): Captain Embry (episodi 37)
- 1961: The Bob Cummings Show (sèrie TV): Bob Carson
- 1962: La meva dolça geisha (My Geisha): Bob Moore
- 1963: Beach Party: Prof. Robert 'Bob' Orwell Sutwell
- 1964: The Carpetbaggers: Dan Pierce
- 1964: What a Way to Go!: Doctor Victor Stephanson
- 1964: My Living Doll (sèrie TV): Dr. Robert McDonald (1964-1965)
- 1965: Promet-li qualsevol cosa (Promise Her Anything): Dr. Peter Brock
- 1966: Stagecoach: Henry Gatewood
- 1967: Five Golden Dragons: Bob Mitchell
- 1969: Gidget Grows Up (TV): Russell Lawrence
- 1973: The Great American Beauty Contest (TV): Dan Carson
- 1978: Three on a Date (TV): Cab Driver

### Director
- 1952: My Hero (sèrie TV)

### Productor
- 1948: Let's Live a Little